# Atomic TV
Atomic TV este prima televiziune cu specific muzical lansată în România în anul 1999, cu muzică românească, adresată pentru publicul adult. Televiziunea a reprezentat o rampă de lansare pentru artiștii acestor vremuri, fiind cunoscuți mai târziu ca artiștii „Generației Atomic”.
În prezent, canalul difuzează melodii din anii 1990-2000-2010-2020, muzica românească fiind într-un procent de 80%, iar restul de 20% fiind muzică străină.

## Istoric
Televiziunea, lansată în anul 1999, s-a remarcat a fi prima pe segmentul muzical românesc. Printre primele emisiuni s-au numărat: Atomic Café, Selector, Reactor, Insomnia, Vibrații, Aria 52, Rockada, Andrenalize, Romanian Top 100, Klub Bizzar, Febra, Orient Expre, Subcultura etc.
În urma datoriilor acumulate către firma Empire, firmă care a produs o mare parte din clipurile difuzate de Atomic TV, marca Atomic a fost pusă sub sechestru și scoasă la vânzare, astfel încât, după o lungă perioadă de procese, televiziunea a fost nevoită să renunțe la propria denumire, transformându-se astfel în 26 iunie 2004 în TV K Lumea (sloganul cu care s-a lansat). Dar a continuat să emită online după ce omul de afaceri Nicolae Șerbu a câștigat marca în instanță.
Atomic TV și-a oprit emisia pe online în anul 2006, dar după 9 ani de pauză, a fost relansat tot pe online (în octombrie 2015), dar pe data de 1 februarie 2018 și-a oprit din nou emisia.
După 15 ani de pauză la TV și după 3 ani de pauză în online, Atomic TV a obținut la data de 28 septembrie 2021 o nouă licență din partea CNA pentru relansarea televiziunii. Relansarea acestuia a avut loc pe data de 20 noiembrie 2021 doar online, în teste. Pe data de 23 noiembrie 2021, Atomic TV a primit avizul de la CNA pentru intrarea pe rețelele de cablu și satelit.
În decembrie, Atomic TV a devenit disponibil în rețele NextGen și RCS & RDS. În ianuarie 2022 a intrat în lista Must Carry.
Din 29 martie 2022, Atomic TV a trecut la formatul 16:9.